# زلزال الوادي المليح 1915
زلزال الوادي المليح 1915 هو زلزالٌ وقعَ في الوادي المليح ‏ في الولايات المتحدة بتاريخ 3 أكتوبر 1915. بلغت شدتهُ 6.8 على مقياس درجة العزم،